# Paramesopa
Hemiphracta es un género de escarabajos  de la familia Chrysomelidae. En 1984 Medvedev describió el género. Contiene las siguientes especies:
- Paramesopa flavipes Medvedev, 1990
- Paramesopa violacea Medvedev, 1984